# Южнопиценский язык

Примерное распространение языков в Италии железного века в VI веке до н. э., до римской экспансии и завоевания Италии

Южнопице́нский язы́к — вымерший язык сабельской подгруппы италийских языков. Согласно SIL International, относится к умбрской подветви, хотя ранее рассматривался как равноправный член сабельской подгруппы, на том же уровне, что оскский и умбрский, или даже как ветвь, параллельная сабельской в рамках италийских языков. Не является родственным северопиценскому языку неясного происхождения.
Южнопиценские тексты изначально плохо поддавались толкованию, даже несмотря на явное индоевропейское происхождение отдельных различимых слов. В 1983 году было установлено, что два «знака препинания» в действительности были отдельными буквами, что ускорило прогресс в изучении языка. Первый перевод южнопиценских текстов был издан в 1985 году, хотя сложности в изучении языка ещё не до конца преодолены.

## Корпус надписей
Корпус южнопиценских надписей состоит из 23 предметов с выгравированными надписями, датируемых от VI до IV в. до н. э. по палеографическим особенностям письма и археологическому контексту некоторых находок. Поскольку история южных пиценов до их подчинения Римом в III в. до н. э. неизвестна, надписи дают ключи к их более ранней культуре, по времени совпавшей с Римским царством. Большинство находок — это стелы или циппусы из песчаника или известняка, сохранившиеся целиком или частично — либо погребальные памятники, либо монументальные статуи.
На одном из типичных могильных камней изображено лицо или фигура умершего с надписью в виде спирали вокруг этого изображения, идущей по часовой стрелке, или бустрофедоном, или вертикально. Подобные камни были найдены в Асколи-Пичено, Кьети, Терамо, Фано (город), Лоро-Пичено, Куресе, Абруцци между Тронто и Атерно-Пескара, Кастельдьери и Креккьо к югу от Атерно-Пескары. К ним следует добавить надписи на бронзовом браслете, найденном в центральной части Абруцци, и два шлема IV века до н. э. из Болоньи (долина По) и Бари на юго-восточном побережье.

## Алфавит
Южнопиценский алфавит VI века до н. э. напоминал южный этрусский алфавит тем, что использовал знак q для звука /k/ и знак k для звука /ɡ/. Его состав:
| Изображение | Буква | Транслитерация | МФА                 | Примечания                                                       |
| ----------- | ----- | -------------- | ------------------- | ---------------------------------------------------------------- |
|             | 𐌀     | a              | [a], [aː]           |                                                                  |
|             | 𐌁     | b              | [b]                 |                                                                  |
|             | 𐌂     | g              | [k]                 |                                                                  |
|             | 𐌃     | d              | [d]                 |                                                                  |
|             | 𐌄     | e              | [ɛ], [eː]           |                                                                  |
|             | 𐌅     | v              | [w]                 |                                                                  |
|             | 𐌇     | h              | [h]                 |                                                                  |
|             | 𐌉     | i              | [i], [iː], [j]      |                                                                  |
|             | 𐌎/𐌝   | í              | [eː], [i], [j]      |                                                                  |
|             | 𐌊     | k              | [k], [ɡ]            |                                                                  |
|             | 𐌋     | l              | [l]                 |                                                                  |
|             | 𐌌     | m              | [m]                 |                                                                  |
|             | 𐌍     | n              | [n]                 |                                                                  |
|             | 𐌏     | o              | [ɔ], [ɔː], [o]      | Знак o упрощён до .                                              |
|             | 𐌐     | p              | [p], [b]            |                                                                  |
|             | 𐌒     | q              | [k]                 |                                                                  |
|             | 𐌓     | r              | [r]/[ɾ]             |                                                                  |
|             | 𐌔     | s              | [s]                 |                                                                  |
|             | 𐌕/𐌆   | t              | [t]                 |                                                                  |
|             | 𐌖     | u              | [u], [uː], [w]      |                                                                  |
|             | 𐌞     | ú              | [oː], [o], [u], [w] |                                                                  |
|             | 𐌚     | f              | [ɸ]/[f]             | Знак f упрощён до :                                              |
|             | 𐌟     | *, σ, ś        |                     | Используется лишь в одной надписи, Sp TE 5. Значение неизвестно. |

В надписи Sp BA 1 присутствует неизвестный знак, который Рикс передаёт как β. Согласно другим источникам, это не самостоятельная буква, а просто форма написания g или v.

## Фонетика
Согласные южнопиценского языка:
| глухие взрывные   | /p/, /t/, /k/ | знаки письма | p, t, k/q |
| звонкие взрывные  | /b/, /d/, /g/ | знаки письма | b, d, k   |
| фрикативные       | /f/, /s/, /h/ | знаки письма | :, s, h   |
| плавные согласные | /l/, /r/      | знаки письма | l, r      |
| носовые           | /m/, /n/      | знаки письма | m, n      |
| полугласные       | /w/, /i/      | знаки письма | v u ú, i  |

В ряде случаев выбор графемы для конкретной фонемы зависит от контекста. Для полугласных использовались знаки <v> и <u> для стоявшего в начале слова /w/, и <ú> для интервокального /w/ или в ряде других контекстов. Список выше не учитывает особые контексты.

## Пример текста
Калверт Уоткинс отмечает надпись Sp TE 2 на могильном камне из Белланте как один из ранних примеров италийской поэзии, возможно, отражающий праиндоевропейские поэтические формы. В транслитерации ниже для словоразделения используется символ двоеточия, в оригинальной надписи использовался символ из трёх вертикальных точек.
postin : viam : videtas : tetis : tokam : alies : esmen : vepses : vepeten
«Далее по дороге ты увидишь тогу Тита Алия? погребённую? в этой могиле».
Перевод слов, отмеченных вопросительным знаком, спорен. Вместо «тоги» Фортсон предлагает «облачение» или «покрытие».
Здесь следует отметить аллитерацию: viam и videtas; tetis и tokam; alies и esmen; vepses и vepeten. Уже в момент открытия рассматривалась вероятность того, что перед нами — стихотворное произведение. Уоткинс предполагал, что стихи должны выглядеть следующим образом:
postin viam videtas
tetis tokam alies
esmen vepses vepeten
где первая строка раскладывается на слоги так:
po-stin vi-am vi-de-tas